# Kaufstraße (Weimar)

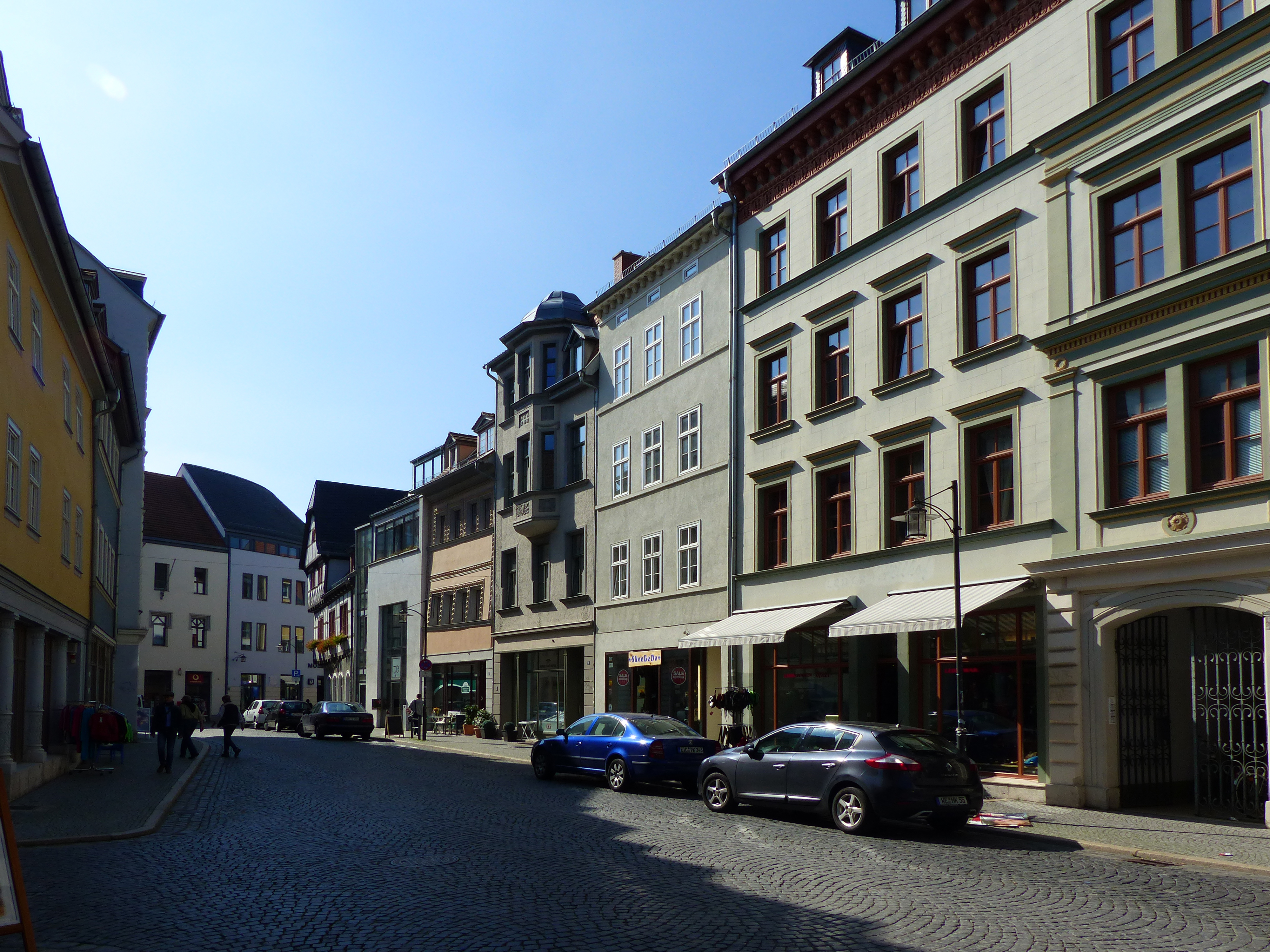
Kaufstraße nach Süden (2014)

Die Kaufstraße ist eine Durchgangsstraße in der Weimarer Altstadt, die den Markt mit dem Herderplatz verbindet.
Früher wurde diese Straße Steinweg bzw. Am Bornberg bezeichnet. Zu DDR-Zeiten hieß sie Dimitroffstraße. Von der Kaufstraße nach rechts abwärts geht der Straßenzug Bornberg, der zu dem Straßenzug Hinter der Badestube (Weimar) führt und Bornberg heißt. Im Bereich der Kaufstraße gibt es zwei- und viergeschossige Bebauung. Die Westseite wurde im 19. Jahrhundert begradigt. Die Kaufstraße 15 ist ein Renaissancebau, während die Kaufstraße 24 Nr. 1 ein Barockhaus ist, das 1898 im Abschnitt zum Markt umgebaut wurde. Das Barockportal ist erhalten. Die Ostzelle ruht noch auf alter Parzellierung. In der Kaufstraße 1 hatte Carl Zeiss seine Jugend verbracht, der 1816 in der Marktstraße 13 geboren wurde. Eine Gedenktafel befindet sich an der Kaufstraße 1. In der Kaufstraße 2 wohnten George Eliot beziehungsweise George Henry Lewes, wie der Gedenktafel zu entnehmen ist. Das Haus Kaufstraße 26 befindet sich am Eingang zur Mostgasse. In der Kaufstraße 6 befand sich von 1887 bis 1905 das alte Kaufhaus Tietz, das 1930 abgerissen und durch einen Neubau, der bis an den Markt reichte und an das seit 1905 dort bestehende angepasst wurde, ersetzt.
Die gesamte Kaufstraße steht auf der Liste der Kulturdenkmale in Weimar (Sachgesamtheiten und Ensembles). Die Wohn- und Geschäftshäuser Kaufstraße 9, 15, 16, 22, 24 und 26 stehen zudem auf der Liste der Kulturdenkmale in Weimar (Einzeldenkmale).